# Zorzines mozzetta
Zorzines mozzetta là một loài bướm đêm trong họ Noctuidae.